# Кирильчик Павло Васильович
Кирильчик Павло Васильович (біл. Павел Васілевіч Кірыльчык, рос. Павел Васильевич Кирильчик; 4 січня 1981, Мінськ, БРСР, СРСР) — білоруський футболіст, захисник «Граніта».

### Кар'єра
З другого класу Павло почав грати у мінській СДЮСШОР № 5. Закінчив дев'ять класів всього з однією четвіркою, а потім поступив у технікум. Пізніше потрапив у свою першу професійну команду  — мінське «Торпедо-МАЗ». Там отримав першу зарплату, 50 доларів. 

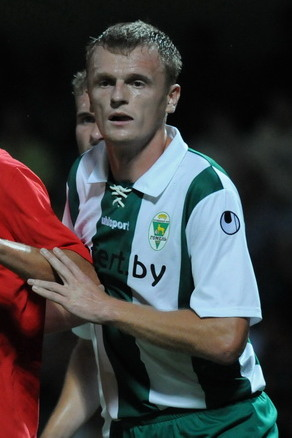
Павло Кирильчик під час виступів за «Гомель». 2 серпня 2012 року

У 2003 році грав за російський «Нафтохімік» (Нижньокамськ). У тому ж році перейшов до криворізького «Кривбасу», відіграв за команду два сезони. На початку листопада 2005 року розірвав договір з обопільної згоди з клубом, який мав закінчитися 31 грудня 2005 року. 
Наступного року перейшов до одеського «Чорноморця», в сезоні 2005—2006 років став бронзовим призером чемпіонату України. 
У липні 2007 року перейшов до львівських «Карпат», де провів один сезон. 
Влітку 2008 року перебрався до складу новачка Прем'єр-ліги — маріупольського «Іллічівця». 
У січні 2011 року підписав контракт з казахстанським «Кайратом». У 2011 році увійшов до рейтингу найдорожчих футболістів казахстанської Прем'єр-Ліги (400 000 євро). У Казахстані провів один сезон, після чого наприкінці січня 2012 року підписав угоду з «Гомелем». У сезоні 2012 року з'являвся на поле нерегулярно, але став єдиним гравцем основного складу, який залишився в клубі на наступний сезон. Сезон 2013 року починав як центральний захисник, але потім став використовуватися як опорний півзахисник. У липні 2013 року, після відходу з «Гомеля» Сергія Кінцевого, став капітаном команди.
На початку сезону 2014 року був позбавлений капітанства, а в кінці квітня 2014 головний тренер Олексій Меркулов перевів Кирильчика в дублюючий склад. Після призначення в травні 2014 року головним тренером Володимира Гольмак повернувся в основу і закріпився на позиції опорного півзахисника. В грудні 2014 року залишив гомельський клуб по закінченні контракту. 
В лютому 2015 року підписав контракт з микашевичским «Гранітом», який за підсумками сезону 2014 повернувся у Вищу лігу.

### Збірна
У 2004 році брав участь у чемпіонаті Європи (U-21), у складі рідної збірної. Тоді білоруси змогли обіграти Італію (1:2), зіграти внічию з Хорватією — Павло зрівняв рахунок, а в останньому матчі програли Сербії (1:2). Білорусь зайняла 3 місце і не змогла вийти з групи.
У 2005 році дебютував у складі національної збірної Білорусі, всього провів 4 матчі за команду.

## Досягнення
- Бронзовий призер чемпіонату України: 2005-2006
- Бронзовий призер чемпіонату Білорусі: 2010
- Володар Суперкубка Білорусі: 2012

## Особисте життя
Має дружину — Вікторію, разом виховують дочку — Уляну.